# Око дьявола
«Око дьявола» («Дьявольское око») (швед. Djävulens öga) — кинофильм шведского режиссёра Ингмара Бергмана, снятый в 1960 году.

## Сюжет
На глазу дьявола неожиданно вскочил ячмень. В чём причина? Оказывается, все дело в юной девушке, которая вскоре выходит замуж и при этом остаётся невинной. В аду решают: необходимо что-то предпринять. И призывают на помощь «специалиста по совращению» Дон Жуана, вот уже несколько столетий томящегося в преисподней…

## В ролях
- Ярл Кулле — Дон Жуан
- Биби Андерссон — Бритт-Мари
- Стиг Яррель — Сатана
- Нильс Поппе — викарий
- Гертруд Фрид — Рената
- Стуре Лагервалль — Пабло
- Георг Функвист — граф Арман де Ларошфуко
- Гуннар Шёберг — маркиз Джузеппе Мария де Макопанза
- Аксель Дюберг — Йонас
- Аллан Эдвалль — демон с ухом
- Рагнар Арведсон — демон-стражник
- Гуннар Бьёрнстранд — рассказчик